# Église Saint-Martin de Nieppe
L'église Saint-Martin de Nieppe est une église située rue d'Armentières, dans le centre-ville de Nieppe, commune du département du Nord en région Hauts-de-France.
Ce site est desservi par les lignes 908, 909 et 913 du réseau Arc en Ciel (arrêt "Château").

## Histoire
L'église de Nieppe est dédiée à saint Martin et ce choix ne fut pas sans raison. En effet, saint Martin est connu comme étant un grand évangélisateur des Flandres ; de plus, le prieuré bénédictin de Nieppe (fondé en 1084) était un "fils" de l’abbaye de Marmoutier, fondée par le saint lui-même. Construite au XIIIe siècle, elle fut, par deux fois, détruite ou gravement endommagée : incendiée lors de la révolte des gueux en 1568 et bombardée lors de la Première Guerre mondiale.
Lors de la Révolution française, les Nieppois, non opposés à des réformes, étaient, de manière générale, hostiles aux mesures de déchristianisation, dont l'imposition de la constitution civile du clergé et le pillage de l'église, ce qui valut à la population la sévérité du représentant en mission.
En 1801, le concordat apaisa ces tensions et plaça l’église, qui était sous l'égide flamande du diocèse d'Ypres, sous l'autorité de l'archidiocèse de Cambrai. En 1994, une messe fut retransmise, en direct, dans le cadre de l'émission Le Jour du Seigneur. Sa communauté actuelle et celle de l'église Notre-Dame-de-Bon-Secours forment la paroisse de Nieppe dont Luc Lesage est, à la fois, le curé depuis 2016 mais aussi le responsable du doyenné Lys et Deûle. En 2021, vient se greffer, à la paroisse, une équipe de la Société de Saint-Vincent-de-Paul.

## Description
Après la Première Guerre mondiale, les frères Brandon, Raoul et Daniel, architectes, sont chargés de la reconstruction d'une église de style néo-gothique qui doit plus particulièrement son inspiration à Raoul Brandon.

Les églises Saint-Martin de Nieppe
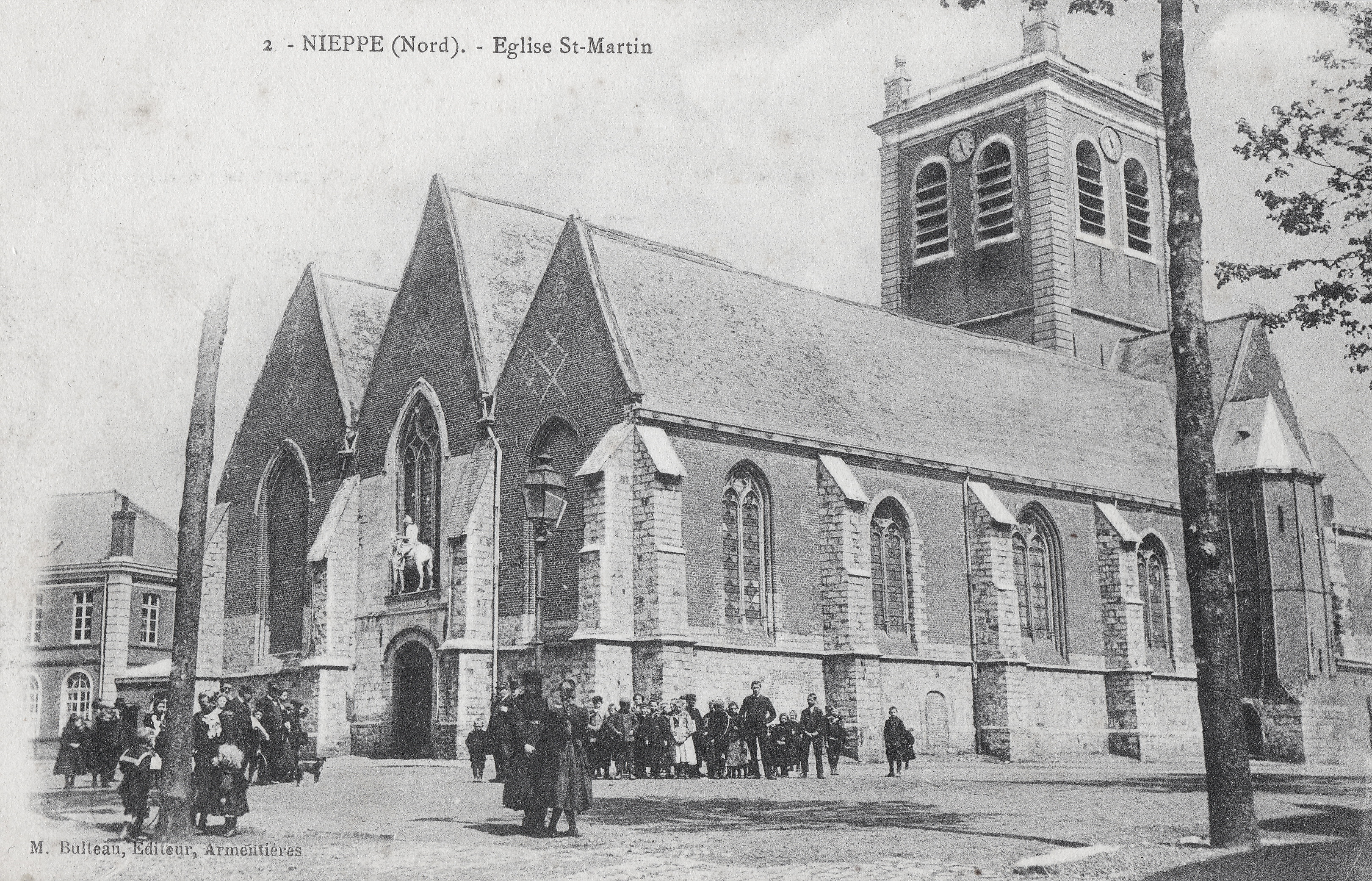
L'église Saint Martin avant la Première Guerre mondiale.
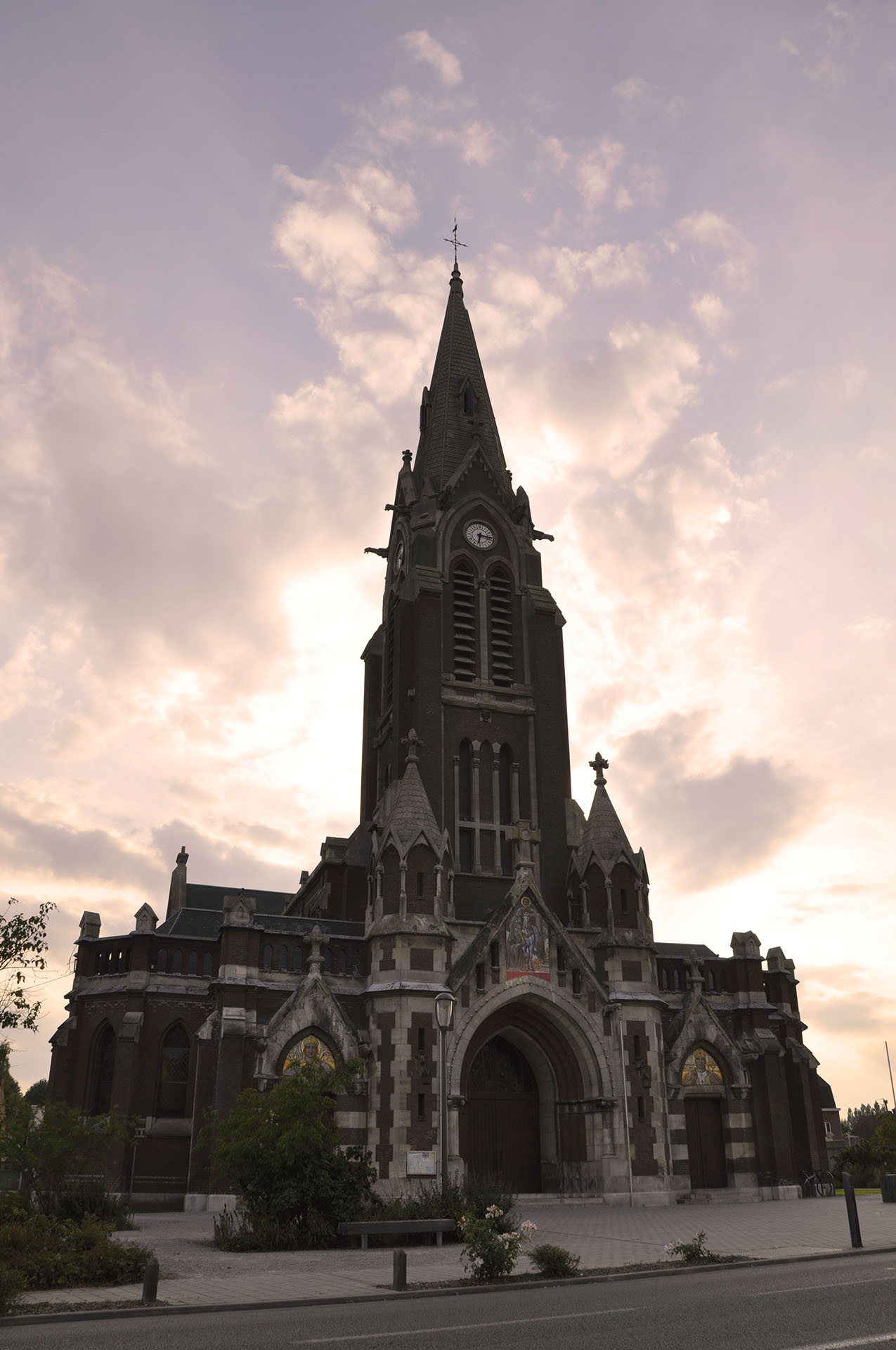
L'église de 1929.
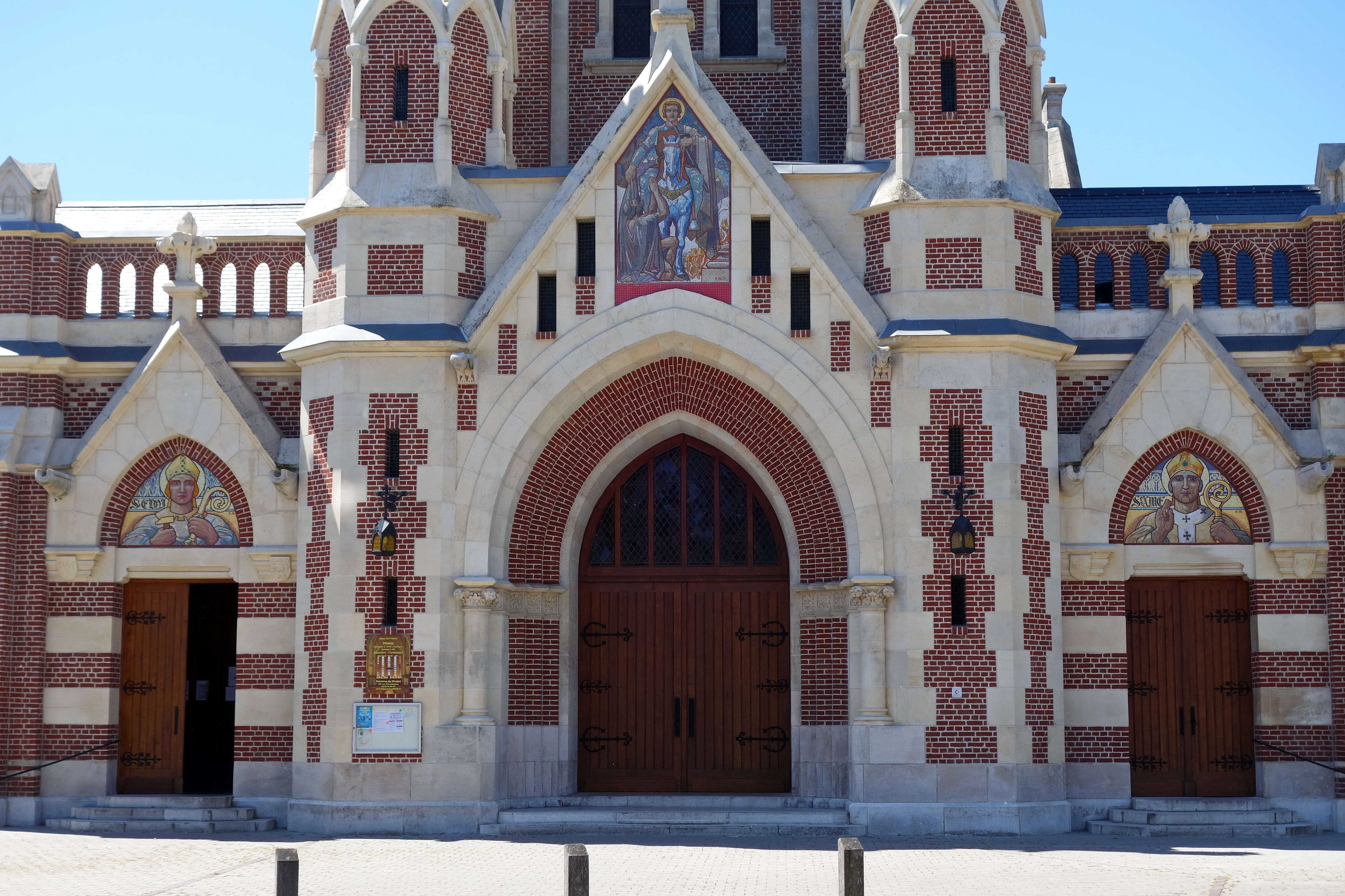
Les mosaïques d'Édouard Pierre Blin.

### Intérieur

#### Statue de la Vierge Marie
La chapelle latérale gauche est dédiée à la Vierge Marie dont la statue, une vierge au sceptre, date du XVIIIe siècle,.